# 南川周三
南川 周三（みなみかわ しゅうぞう、1929年(昭和4年)3月3日 - 2007年(平成19年)12月26日）は、日本の詩人、美術評論家。東京家政大学名誉教授。
東京生まれ。本名・井上章。1953年東京大学文学部美学美術史卒。同大学院修士課程修了。東京女学館短期大学教授、東京家政大学教授、99年定年、名誉教授。詩誌「日本未来派」の編集発行人を務めた。本名で寺院建築についての評論を執筆。

## 著書
- 『蒐集癖の少年 詩集』南川周三 国文社、 1957 (ピポー叢書)
- 『関東芸術紀行』井上章 宝文館双書、1963
- 『覚園寺』井上章 中央公論美術出版、1965
- 『帯』南川周三 宝文館出版、 1966
- 『関東古寺巡礼』井上章 鷺の宮書房、1968
- 『音楽の響き 南川周三詩集』国文社、1971
- 『美と美術 その思考と論理』井上章 家政教育社、1973
- 『妙心寺』井上章 中央公論美術出版、1973 美術文化シリーズ
- 『南川周三詩集』宝文館出版、1976 (昭和詩大系)
- 『断想詩論』南川周三 国文社、1981
- 『南禅寺』井上章 中央公論美術出版、1982 美術文化シリーズ
- 『詩の情況』南川周三編  思潮社、1983
- 『芸術論』南川周三 国文社、1984
- 『造形美論』井上章 東京家政大学出版部、1984
- 『幻月記』南川周三 思潮社、1990
- 『南川周三詩集』土曜美術社出版販売、1994 (日本現代詩文庫)
- 『美の歩廊』井上章 東京家政大学出版部、1996
- 『寒い夏の殺人』（小説）南川周三 宝文館出版、2000

### 共著
- 『美の構造』木幡順三,井上章、野村久康共著 宝文館出版、1968
- 『日本服飾美術史』河鰭実英、井上章共著 家政教育社、1971